# 老梁故事汇
老梁故事汇（原为《英达故事汇》），是山西卫视由梁宏达主持的脱口秀节目，每周一至周五18:30播出，主要讲述娱乐圈里的趣闻轶事。 老梁故事汇节目录制现场除了梁宏达本人，還有听故事的觀眾。